# Оно но Імоко
Оно но Імоко (яп. 小野妹子, おののいもこ; ? — ?) — японський політичний діяч і дипломат кінця 6 — початку 7 століття, в період Асука. Посол Японії до китайської династії Суй в 607 і 608 роках.

## Короткі відомості
Оно був головою аристократичного роду Оно, вихідців з села Оно повіту Сіґа провінції Омі. Він перебував на службі при Імператорському дворі держави Ямато і обіймав титул омі. Після запровадження принцом-регентом Шьотоку системи 12 рангів в 603 році Оно отримав 5 ранг «старша ввічливість».
Згідно з повідомленнями «Анналів Японії», у 607 році Оно но Імоко був відправлений послом до китайської імперії Суй. Китайська хроніка «Книга Суй» повідомляє, що він віз з собою лист до китайського імператора Яна, в якому останній позиціонувався як рівня японському монарху: «Син Неба з [країни], де сонце сходить, пише Сину Неба [країни], де сонце заходить. Як ваші справи?..».
Лист сильно розлютив китайську сторону, оскільки вона вважала використання японським правителем титулу «Син Неба» (天子), синоніма титулу імператора Китаю, зазіханням на китайське верховенство у міжнародній політиці. Проте зробивши поступку «східним варварам», китайці прийняли посольство Оно, сподіваючись, що Японія допоможе їм в боротьбі проти північнокорейської держави Когурьо.
Того ж року Суй відправила посольство до японців на чолі з Пей Шіцінем. Він прибув до японської столиці разом з Оно но Імоко в 608 році. По дорозі вірча грамота китайського посла була викрадена корейцями держави Пекче. За це Оно тимчасово покарали засланням, але згодом амністували для проводу Пей Шіціня назад ло Китаю. Для цього японський уряд організував друге посольство до Суй на чолі з Оно но Імоко, до якого увійшли стажери Такамуко но Куромаро, Мінабуті но Сьоан та інші. Воно доставило в Китай нове звернення до китайського імператора, в якому вже визнавало верховенство останнього і прохало нормалізувати відносини між обома країнами. Посольство повернулося до Японії в 609 році. За заслуги Оно но Імоко отримав 1 ранг «Старшої благодаті» згідно з системою 12 рангів.
Оно но Імоко вважається одним з патріаріхів японської ікебани. Мистецтво аранжування квітів було привезено до Японії ним з Китаю.
Серед нащадків Оно було багато політиків і діячів культури. Його син Оно но Емісі (? — 677) був членом японського уряду, головою Міністерства Покарань; онук Оно но Кену (? — 714) обіймав посаду середнього Імператорського радника; далекий праонук Оно но Тофу (894—967) прославився як каліграф, а правнучка-красуня Оно но Коматі (809—901) стала однією з найвідоміших поетес Японії.